# باگ هال
براندون «باگ» هال (زادهٔ ۱۹۸۵) بازیگر آمریکایی است. او همچنین به معلمی و نوازندگی مشغول است.

## بیوگرافی
هال در سال ۱۹۸۳ در فورت وورث در ایالت تگزاس آمریکا چشم به جهان گشود، در دههٔ ۱۹۹۰ مردم تگزاس او را به عنوان یک بازیگر کودک می‌شناختند، او همچنین پس از بازی در سریال تلویزیونی کمدی باند (گروه) ما به مشهوریت رسید، او پس از بازی در فیلم حقه‌بازهای کوچک جایزهٔ هنرمند جوان امی را از آن خود کرد او همچنین در سال ۲۰۰۴ میلادی در سریال آمریکایی مشهور سی‌اس‌آی: میامی ایفای نقش کرد.

## فیلموگرافی
| سال  | فیلم                           |
| ---- | ------------------------------ |
| ۱۹۹۴ | حقه‌بازهای کوچک                 |
| ۱۹۹۵ | بچه کوچک                       |
| ۱۹۹۵ | سبز بزرگ                       |
| ۱۹۹۶ | احمق‌ها                         |
| ۱۹۹۶ | هیولای کوچک کریسمس             |
| ۱۹۹۷ | عزیزم، ما خودمان را کوچک کردیم |
| ۱۹۹۷ | هرکول                          |
| ۱۹۹۸ | گشتی ایمن                      |
| ۱۹۹۸ | کِلی کِلی                        |
| ۱۹۹۸ | مِل                             |
| ۱۹۹۹ | صرفه‌جویی                       |
| ۲۰۰۰ | قطعات رد شده                   |
| ۲۰۰۲ | یک گلوله نخ بگیر               |
| ۲۰۰۳ | تابستان آریزونا                |
| ۲۰۰۳ | پادشاه و ملکه خلیج مون‌لایت     |
| ۲۰۰۳ | قدم‌های پا                      |
| ۲۰۰۴ | سی‌اس‌آی                         |
| ۲۰۰۴ | داروی قوی                      |
| ۲۰۰۴ | کارمد (طلسم‌شده)                |
| ۲۰۰۵ | صندوق سرد (مجموعه تلویزیونی)   |
| ۲۰۰۵ | مرده‌شور خانه                   |
| ۲۰۰۶ | او.سی                          |
| ۲۰۰۶ | عدالت                          |
| ۲۰۰۶ | سی‌اس‌آی: میامی                  |
| ۲۰۰۸ | روز، زمین متوقف شدند           |
| ۲۰۰۹ | پنهان کردن وسیله جنگی          |
| ۲۰۰۹ | کلوچه آمریکایی: کتاب عشق       |
| ۲۰۱۰ | دعای نجات یافتن                |
| ۲۰۱۰ | فورترز                         |
| ۲۰۱۰ | تخته مدرسه ۳ بعدی              |
| ۲۰۱۰ | نیکیتا (مجموعه تلویزیونی)      |
| ۲۰۱۲ | اطلس شورید: قسمت دوم           |